# Борис Кашев
Борис Кашев е български театрален, филмов и озвучаващ актьор.

## Биография
Роден е на 28 януари 1992 г. в град София, Република България.
През 2014 г. завършва НАТФИЗ „Кръстьо Сарафов“ със специалност „Актьорско майсторство за драматичен театър“ в класа на проф. Маргарита Младенова. С него учат Августина-Калина Петкова, Неда Спасова, Сотир Мелев и други.
Кашев има редица роли в киното и телевизията. През 2004 г. прави филмовия си дебют в телевизионния драматичен филм „Смисълът на живота“ като 12-годишния Кирчо. На 14 години играе Кристиан в българско-немския сериал „Магна Аура – изгубеният град“ през 2006 г. Измежду другите негови известни изяви в киното и телевизията са „Деца от восък“ и „Пътят към Коста дел Маресме“ на режисьора Иван Ничев, Бисер в трагикомичния филм „11А“ на режисьора Михаела Комитова, късометражните филми „Промоция“ (в ролята на Радо) и „Цветя“ по едноименния разказ на Стивън Кинг (в ролята на Стефан) на режисьора Мартин Геновски, „На червено“ на режисьора Тома Вашаров, „На прага“ (в ролята на Виктор) на режисьора Лъчезар Петров и „Лудисея“ на режисьора Ивайло Спасов.
Играе в постановката „Кралят Елен“ в Театър „Азарян“ на режисьорката Анастасия Събева.

## Участия в театъра
Независим театър
- „Опакометаморфози“ на Валери Петров – режисьор проф. Маргарита Младенова[4]

Театър АЗАРЯН
- „Кралят Елен“ – режисьор Анастасия Събева[5][6][7]

Театър НАТФИЗ
- Златил в „Грехът Златил“ на Йордан Йовков – режисьор Маргарита Младенова[8]
- „Както ви хареса“ на Уилям Шекспир – режисьор проф. Стефан Данаилов, превод Валери Петров[9]
- „Женска управия“ на Аристофан – режисьор Анастасия Събева[10]

Театрална работилница „Сфумато“
- „Опакометаморфози“ на Валери Петров – режисьор проф. Маргарита Младенова[11][12]

## Филмография
- „Смисълът на живота“ (2004) – Кирчо (главна роля)
- „Деца от восък“ (2005)
- „Магна Аура – изгубеният град“ (2008) – Кристиан (главна роля)
- „Пътят към Коста дел Маресме“ (2014)
- „11А“ (2015) – Бисер
- „Промоция“ (2016) – Радо
- „Цветя“ (2016) – Стефан
- „На черевно“ (2016)
- „Лабиринти на любовта“ (2017)
- „Моторът“ (2017) – Американски пилот
- „All Inclusive“ (2020)
- „На прага“ (2020) – Виктор
- „Блаженият“ (2021) – Кирилов
- „Останалото е пепел“ (2022)

## Кариера в дублажа
Кашев се занимава активно с озвучаване на филми и сериали от 2014 г. Участва във войсоувър и нахсинхронните дублажи, направени от „Александра Аудио“, „Доли Медия Студио“, „Андарта Студио“, „Про Филмс“, „Медиа Линк“, студио „Ви Ем Ес“ и „Саунд Сити Студио“.
| Актьор              | Филми/Сериали | Роля                         |
| ------------------- | --- | ---------------------------- |
| Бобкат Голтуейт     | Полицейска академия (дублаж на студио Про Филмс) Полицейска академия 2: Тяхното първо назначение (дублаж на студио Про Филмс) Полицейска академия 3: Отново в академията (дублаж на студио Про Филмс)                                       | Зед Макглънк                 |
| Донал Глийсън       | Междузвездни войни: Епизод VII - Силата се пробужда (дублаж на „Александра Аудио“) Междузвездни войни: Епизод VIII - Последните джедаи Междузвездни войни: Епизод IX - Възходът на Скайуокър Зайчето Питър Зайчето Питър 2: По широкия свят | Генерал Хъкс Томас Макгрегър |
| Киану Рийвс         | Матрицата (дублаж на „Андарта Студио“) Матрицата: Презареждане (дублаж на „Андарта Студио“) Матрицата: Революции (дублаж на „Андарта Студио“)                                                                                               | Томас Андерсън / Нео         |
| Ли Мадждуб          | Соник: Филмът Соник: Филмът 2 Соник: Филмът 3 | Агент Стоун                  |
| Фреди Принц Джуниър | Знам какво направи миналото лято Все още знам какво направи миналото лято | Рей Бронсън                  |

### Анимационни сериали (войсоувър дублаж)
- „Дракони: Ездачите на Бърк“ (дублаж на „Саунд Сити Студио“), 2022
- „Тролчета: Купонът продължава“, 2021
- „Уинкс Клуб“ (от седми сезон), 2020

### Анимационни сериали (нахсинхронен дублаж)
- „Крейг край реката“ – Джей Пи, 2018
- „Къщата на совите“
- „Остров Пълна драма“
- „Смърфовете“, 2021

### Игрални сериали
- „Военни престъпления: Ню Орлиънс“
- "Присъда", 2024 - 2025
- „Гореща зона“ – Д-р Питър Джарлинг (Тофър Грейс), 2019
- „Един от нас лъже“, 2023
- „Малко твой“, 2022
- „Проект „Синя книга““
- „Свободен дух“ (от 105-ти до 161-ви епизод), 2020
- „Четири сватби и едно погребение“, 2019

### Анимационни филми (войсоувър дублаж)
- „Баяла: Магическо приключение“, 2021
- „Капитан Гащи: Първото епично приключение“, 2021
- „Шантави рисунки: Бягството на заека“ (дублаж на „Медиа Линк“), 2020

### Анимационни филми (нахсинхронен дублаж)
- „DC Лигата на супер-любимците“ – Киборг, 2022
- „100% Вълк“ – Хамиш, 2021
- „Баз Светлинна година“ – Ерик / Дерик и циклопи, 2022
- „Клара“, 2019
- „Ману Бързолета“, 2019
- „Невероятното пътешествие на гигантската круша“, 2018
- „Овца или вълк“ – Кльощавия, 2016
- „Овца или вълк 2: Голям прас“ – Други гласове, 2019
- „Пинокио: Истинска история“ – Полицай 2, 2022
- „Плоуи: Сам не ще летиш!“, 2018
- „Седмото джудже“ – Веселко, 2014
- „Червената обувчица и седемте джуджета“ – Принц Ханс, 2019

### Игрални филми (войсоувър дублаж)
- „Борат“, 2019
- „Ваканцията на малкия Никола“, 2022
- „Взлом“, 2021
- „Воини на светлината“ – Едуард Долтън (Итън Хоук)
- „Диктаторът“ – Диктаторът Ефавад (Саша Барън Коен), 2021
- „Дрога“ (дублаж на „Андарта Студио“) – Джордж Йънг (Джони Деп), 2021
- „Истина или предизвикателство“, 2021
- „Коледен купидон“
- „Корина, Корина“ (дублаж на „Андарта Студио“) – Мани Сингър (Рей Лиота), 2020
- „Лека нощ и късмет“ – Фред Френдли (Джордж Клуни) / Джоузеф Ършубла (Робърт Дауни Джуниър)
- „Непознато сърце“, 2022
- „Оз: Великият и могъщият“ (дублаж на „Андарта Студио“) – Оскар „Оз“ Дигс (Джеймс Франко), 2020
- „Облакът Атлас“ – Лойд Хукс (Хю Грант)
- „Обратна тяга 2“ – Брайън Маккафри (Уилям Болдуин), 2021
- „Последен шанс, Харви“ – Харви (Ричард Скиф)
- „Последният бойскаут“ (дублаж на „Андарта Студио“) – Ем Си (Еди Грифин), 2019
- „Цветният воал“ (дублаж на „Медиа Линк“) – Чарлс Таунсенд (Лийв Шрайбър)

### Игрални филми (нахсинхронен дублаж)
- „Индиана Джоунс и реликвата на съдбата“ – Клейбър (Бойд Холбрук), 2023[13]